# 스퀘어푸셔

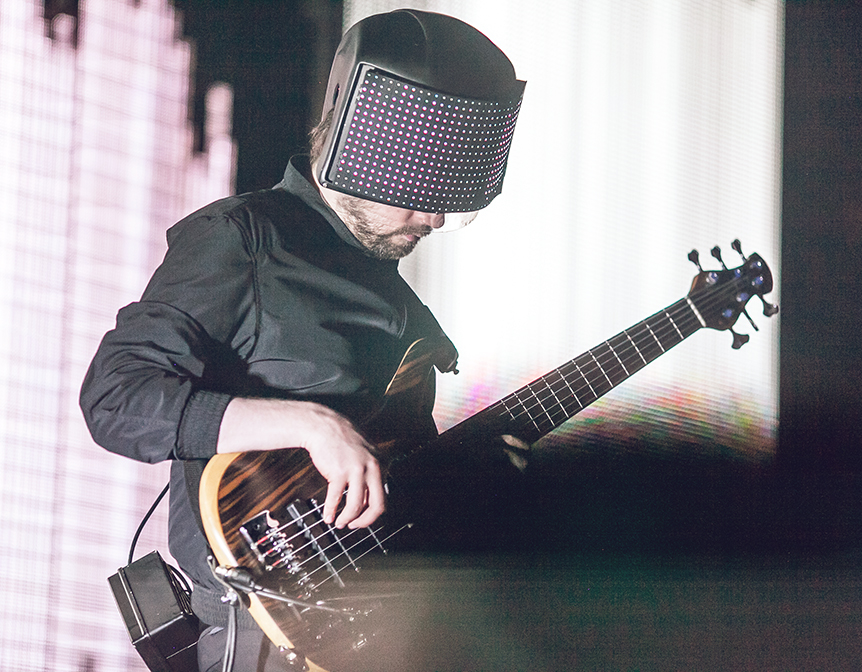
1972년 공연 중인 젠킨슨

스퀘어푸셔(Squarepusher, 본명: 톰 젠킨슨, Tom Jenkinson, 1975년 1월 17일 ~ )는 잉글랜드의 전자 음악가, 음반 제작자, 베이스 기타 연주자, 다악기 연주자, DJ이다. 음악 장르는 드럼 앤 베이스, 인텔리전트 댄스 뮤직(IDM), 애시드 테크노, 재즈 퓨전, 엘렉트로아쿠스틱 음악을 아우른다. 1995년부터 워프 레코즈, 레플렉스 레코드 등을 위해 음반을 냈다.

## 생애
에섹스주 첼름스퍼드에서 자랐다.

## 음반
- Feed Me Weird Things
- Hard Normal Daddy
- Burningn'n Tree
- Buzz Caner (as Chaos A.D.)
- Music Is Rotted One Note
- Selection Sixteen
- Go Plastic
- Do You Know Squarepusher
- Ultravisitor
- Hello Everything
- Just a Souvenir
- Solo Electric Bass 1
- Shobaleader One: d'Demonstrator (as Squarepusher Presents: Shobaleader One)
- Ufabulum
- Damogen Furies
- Elektrac (as Shobaleader One)
- All Night Chroma (With James McVinnie; as Tom Jenkinson)
- Be Up a Hello

## 같이 보기
- 워프 레코즈